# Войтенко Олександр Михайлович
Олександр Михайлович Войтенко (22 жовтня 1915 — 4 серпня 1995) — український громадський діяч, генерал-майор, заступник начальника космодрому «Байконур», Перший голова Федерації космонавтики України, голова Української Ради ветеранів Байконуру.

## Життєпис
Народився 22 жовтня 1915 року в селі Федірки Ново-Георгіївського району Кіровоградської області. У 1932 році закінчив два курси педагогічного технікуму в місті Олександрія Кіровоградської області. В РСЧА з 26 листопада 1933 року. Службу почав червоноармійцем 2-го артилерійського полку 2-ї стрілецької дивізії в місті Овруч, Київського військового округу. З травня 1934 по листопад 1937 навчався в Сумському артилерійському училищі.
Офіцерську службу розпочав командиром взводу, полкової школи 57-го артилерійського полку 57-ї стрілецької дивізії, а з квітня 1938 року — полковий школи кінно-артилерійського полку в Забайкальському військовому окрузі. З жовтня 1938 року — служив там же, на посаді командира батареї. 9 лютого 1940 призначений Начальником полкової школи.
У 1940 році вступив до лав ВКП(б). З травня 1940 по травень 1942 — Слухач прискореного курсу Вищої спеціальної школи Генерального штабу Робітничо-селянської Червоної Армії. У той же час, 16 липня 1940 року був зарахований слухачем Військової академії імені М. В. Фрунзе. Після закінчення прискореного курсу ВСШ ГШ, служив молодшим помічником, помічником Начальника відділу 2-го управління Головного розвідувального управління Генерального штабу Робітничо-селянської Червоної Армії.
Олександр Михайлович — учасник Великої Вітчизняної війни. Служив Начальником штабу 12-ї окремої винищувальної протитанкової артилерійської бригади, резерву Верховного Головнокомандування на 2-м (з 20 червня по 30 грудня 1944 року) і 3-м Українських фронтах (з 30 грудня 1944 по 9 травня 1945 року).
З 25 травня 1945 року — Начальник штабу 10-ї окремої артилерійської бригади. 29 грудня 1946, у званні підполковника призначений Помічником Начальника оперативного відділу, Управління командувача артилерією, Південної групи військ. З 17 квітня 1947 року — Начальник штабу, 874-го мотострілецького полку, 25-й Гвардійської мотострілецької дивізії у Південній групі військ. 15 квітня 1948 призначений Начальником штабу, 25-й Артилерійської окремої Механізованої Армії (в Румунії). У 1949 році закінчив Вечірній університет Марксизму-ленінізму при Будинку офіцерів окремої Механізованої Армії. З 2 лютого 1951 року — Начальник відділу бойової підготовки, Управління командувача артилерією, 8-й Механізованої Армії. З 7 серпня 1953 року — Старший офіцер з оперативної підготовки, оперативно-розвідувального відділу, штабу артилерії в Прикарпатському військовому окрузі.
Службу на Байконурі підполковник Олександр Войтенко почав в 1955 році, після закінчення Центральних Артилерійських курсів Офіцерського складу. 24 жовтня 1955 був призначений Начальником 1-го відділу штабу полігону Тюра-Там (нині — Байконур). З 8 жовтня 1957 року — Заступник Начальника штабу полігону. 14 липня 1961 очолив штаб полігону, а з 22 березня 1965 був першим заступником Начальника полігону Байконур.
Після звільнення в запас 28 березня 1972 року, оселився в Києві. Брав найактивнішу участь у популяризації космонавтики та становленні України, як космічної держави. В Україні була створена Рада ветеранів Байконуру, організатором, а згодом і Головою якого став Олександр Войтенко. Крім того, він став також одним із засновників та першим головою Федерації космонавтики України. У лютому 1990 року Олександр Михайлович склав свої повноваження в Українській Раді ветеранів космодрому Байконур. Помер 4 серпня 1995 року, похований на Лісовому кладовищі.

## Нагороди
- Орден Леніна (1961);
- Два ордени Червоного Прапора (1966);
- Два ордени Вітчизняної війни 2-го ступеня (1944, 1945),
- Три ордени Червоної Зірки (1944, 1957)
- медалями: «За бойові заслуги», «За оборону Москви», «За перемогу над Німеччиною у Великій Вітчизняній війні 1941—1945 рр.», «За взяття Будапешта».

## Автор книги
- «Космонавтика: досягнення, проблеми, перспективи» (Київ, видавництво «Знання» УРСР 1985).